# 東放学園映画専門学校

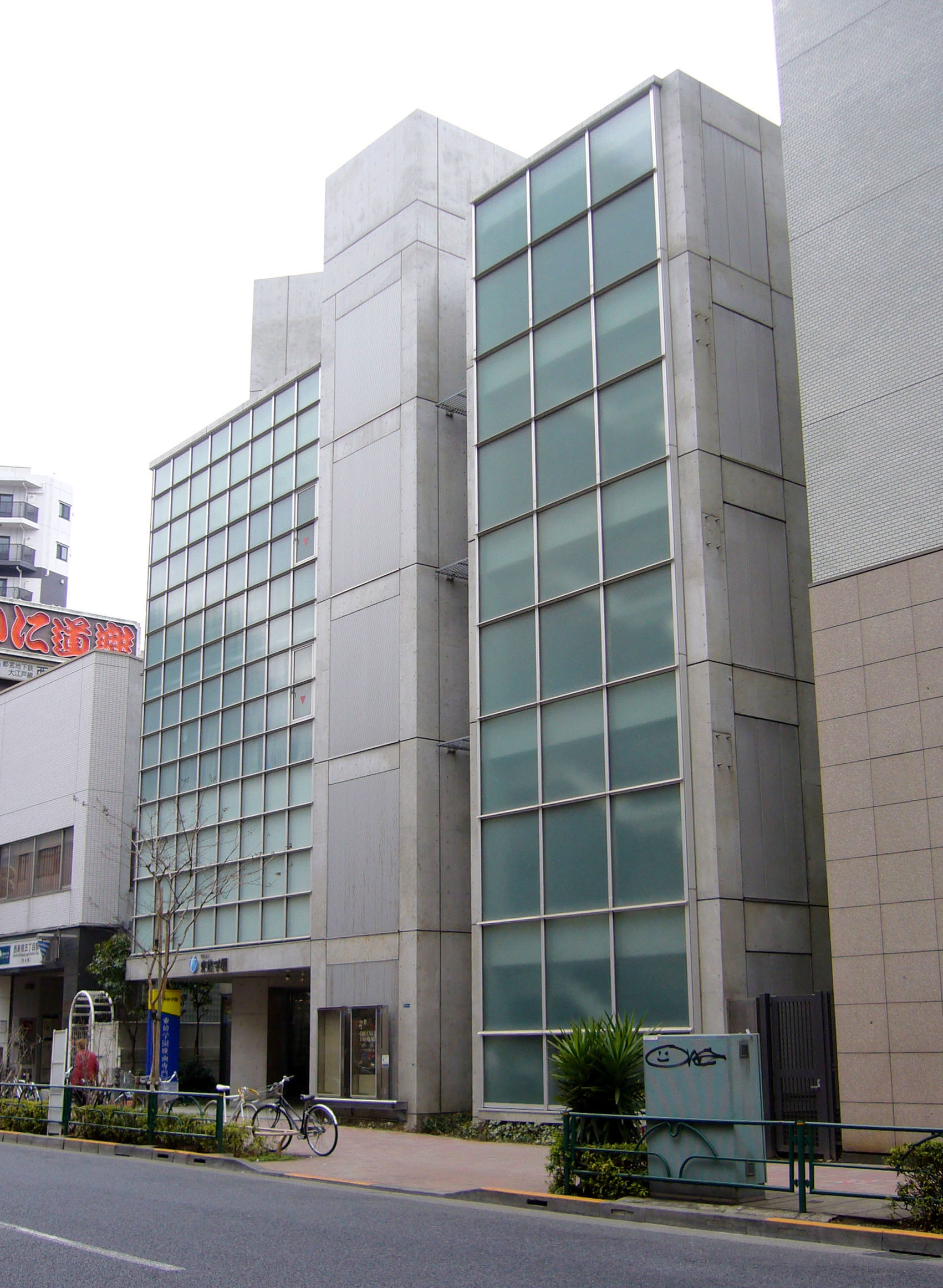
校舎

東放学園映画専門学校（とうほうがくえんえいがせんもんがっこう）は、東京都新宿区西新宿にある映画・アニメ学校（専門学校）である。学科は、映画制作科、プロモーション映像科、アニメーション映像科、小説創作科、デジタル映像研究科。

## 卒業生
- 堤幸彦、映画監督、1978年度卒
- 行定勲、映画監督、1988年度卒